# Орд Чарлз Уингейт
Орд Чарлз Уингейт (на английски: Orde Charles Wingate) е британски офицер (генерал-майор). Служил в Африка, Палестина и Бирма, и създал няколко специални военни формирования.

## Ранни години
Чарлз Орд Уингейт е роден в Индия в семейство на британски военен. Майка му е родена в семейство на мисионери и той получава силно религиозно образование. През 1923 завършва военна академия в Улуич и получава офицерски чин в артилерията. Започва да учи арабски език и е назначен в Судан с помощта на генерал-губернатора Реджиналд Уингейт, негов роднина.
След пристигането на Уингейт в Судан през 1928, той е изпратен да охранява границата с Етиопия и да залавя търговци на роби и контрабандисти на слонова кост. Той заменя тактиката на редовно патрулиране със засади. По-късно оглавява кратка експедиция, опитала се безуспешно да открие Зерзура. Уингейт остава в Судан до 1933, а през 1935 се жени за Лорна Монкриф Патърсън.

## Палестина
През 1936 Орд Уингейт е назначен в разузнаването в Палестина. По това време арабски партизани предприемат поредица нападения срещу британски служители и еврейски заселници. Уингейт се запознава с някои ционистки лидери и установява приятелски отношения с тях. Той предлага на британския командващ Арчибалд Уейвъл да бъдат създадени смесени британско-еврейски въоръжени части. След неговото разрешение Уингейт убеждава ционистката Еврейска агенция и ръководството на Хагана да подкрепят неговата идея.
През юни 1938 новият британски командващ Хейнинг дава разрешение за създаването на Специални нощни отряди – въоръжени групи, съставени от доброволци от британските части и Хагана. Уингейт ги обучава и командва, и участва в техните патрули. Те организират засади за арабските саботьори, нападащи петролопровода на Иракската петролна компания Мосул – Хайфа, и нападат граничните села, използвани за бази от партизаните. След като Уингейт се обявява за създаване на еврейска държава по време на свое посещение в Англия, той е отстранен от командването, а през май 1939 е върнат във Великобритания.

## Етиопия и Джидиън Форс
Началото на Втората световна война заварва Уингейт като командир на противовъздушна част. Уейвъл, вече командващ британските войски в Близкия Изток със седалище в Кайро, го кани в Судан, за да започне операции срещу италианските окупационни сили в Етиопия. Уингейт създава Джидиън Форс, партизанска част, съставена от британски, судански и етиопски войници. С одобрението на етиопския император Хайле Селасие групата започва да действа от февруари 1941. Уингейт временно е повишен в подполковник и му е възложено командването. Той отново участва лично в бойните действия заедно с войниците си. Джидиън Форс, с помощта на местната съпротива, непрекъснато напада италианските укрепления и техните снабдителни канали. В края на боевете Уингейт и хората му придружават Хайле Селасие при завръщането му в столицата Адис Абеба.
На 4 юни 1941 Уингейт е отстранен от командването на вече разпуснатата Джидиън Форс и чинът му отново е върнат на майор. Той напуска Кайро на следващия ден, оплаква се на Уейвъл, заболява от малария и прави опит за самоубийство, промушвайки се във врата, след което е изпратен във Великобритания, за да се възстанови. Цензурирана версия на неговия доклад достига до премиера Уинстън Чърчил, който се свързва с Уейвъл. Той вече е главнокомандващ в Индия и командващ британските сили в Югоизточна Азия и прехвърля Орд Уингейт при себе си.

## Бирма и чиндитите
Орд Уингейт заминава за Югоизточна Азия на 27 февруари 1942. Той е повишен в полковник и му е възложено да организира нова партизанска част. Вместо това той създава част за дълбоко проникване, която нарича чиндити. В нейния състав влизат британци, гурки и бирманци, и Уингейт отново настоява да я ръководи на самия фронт. Той участва и в подготовката на подобна американска част, командвана от Франк Доу Мерил.
Междувременно донякъде директното отношение на Уингейт към преките му командири и все по-ексцентричното му поведение не му създават много приятели сред офицерския корпус. Той яде суров лук, защото го смята за здравословен, носи будилник на китката си и вместо да се къпе се чегърта с гумена четка. От друга страна Уингейт се ползва с подкрепата на висшестоящи фигури като Чърчил и лорд Маунтбатън.
Уингейт потегля с чиндитите на 12 февруари 1943 и навлиза от запад в контролираната от японците Бирма. Те достигат река Иравади и се опитват да я преминат, но са принудени да отстъпят. След тежък преход и многократни сблъсъци с японските сили, частта му успява да се завърне през май. Въпреки че оценките в армията са смесени, общественото мнение възхвалява Уингейт и хората му. Повишен в бригаден генерал, той посещава Великобритания и се среща с Чърчил, който взима Уингейт и съпругата му със себе си на Конференцията в Квебек.
Отново в Индия, Уингейт е повишен в генерал-майор и започва да планира следващата си операция. Той заболява от коремен тиф, което възпрепятства участието му в обучението на следващата група чиндити. На 6 март 1944 групи чиндити са спуснати с парашути в тила на противника, за да се противопоставят на нова офанзива на японците, и успяват да установят контрол над железопътната линия Мандалей – Мийткийна.
На 24 март Уингейт заминава, за да оцени обстановката в три бази на чиндитите в Бирма. При завръщането в Индия американският самолет B-25 Mitchell претърпява катастрофа и Уингейт загива, заедно с деветима други войници. Останките му са погребани в Арлингтънското национално гробище във Вашингтон, заедно с тези на членовете на американския екипаж на самолета. Във Великобритания е поставен символичен паметен гроб.